# Ventura de la Vega

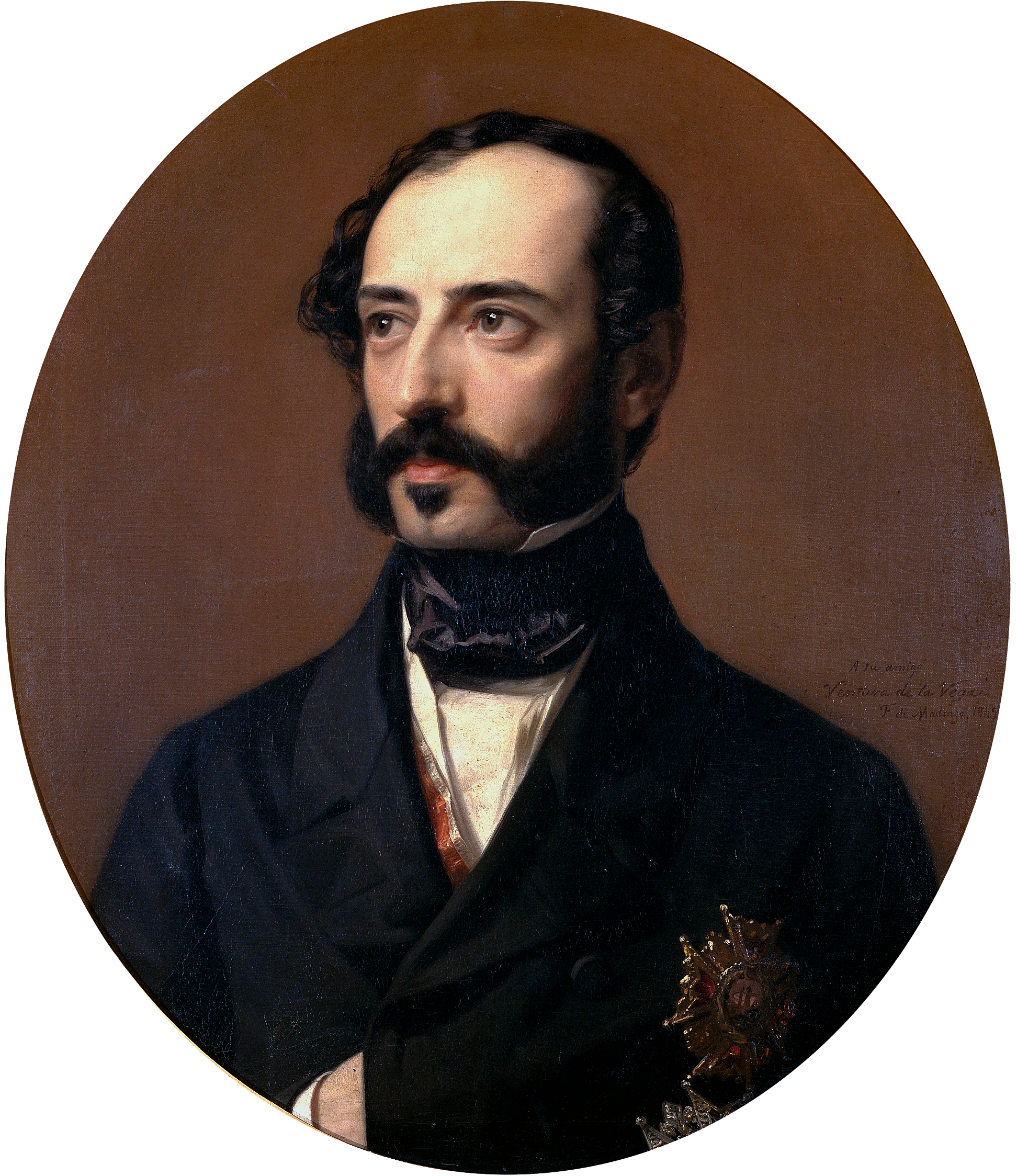
Ventura de la Vega, porträtterad av Federico Madrazo.

Buenaventura (Ventura)  José María de la Vega y Cárdenas, född den 14 juli 1807 i Buenos Aires, död den 29 november 1865 i Madrid, var en spansk författare. Han var far till Ricardo de la Vega. 
de la Vega förvärvade sitt rykte främst som dramatiker, men skrev även lyrik av värde. Närmast slöt han sig till den litterära riktning, som i Alberto Lista hade sin främste representant. de la Vegas dramatiska arbeten, alla efter den franska teaterns mönster, är El hombre de mundo, komedi, Don Fernando de Antequera, historiskt drama, La muerte de César, tragedi, som ställs i jämnhöjd med Tamayos Virginia; alla tre tillhör den spanska dramatikens pärlor. Dessutom skrev de la Vega otaliga zarzuelas och mindre komedier. Av de la Vegas arbeten i bunden form är att anteckna La agitación, El 18 de junio, La defensa de Sevilla, alla tre oden, och satiren El hambre: musa diez. Han ägnades en monografi av Juan Valera i samlingen Personajes ilustres.